# 2007年金馬國際影展
2007年金馬國際影展是在2007年11月23日至12月7日，於臺灣台北舉辦。第8屆國際數位短片競賽由彭于晏擔任代言人。該屆首度設立亞洲影評人協會獎（NETPAC獎）。

## 評審團

### 亞洲電影奈派克獎
- Aruna Vasudev：奈派克亞洲電影促進協會主席。
- Lorenzo Codelli：電影評論人。
- 陳儒修：電影學者。

## 簡介
參展影片如下：
- 陶德·海恩斯《搖滾啟示錄》
- 安妮·萊柏維茲《安妮萊柏維茲的浮華視界》
- 魏斯·安德森《穿越大吉嶺》
- 大衛·麥肯齊《在屋頂上流浪》
- 克里斯蒂安·蒙久《4个月3星期零2天》
- 葛斯·范·桑《迷幻公園》

## 獎項
亞洲電影促進聯盟
- 奈派克獎：《庭怨森森》

## 外部連結
- 金馬國際影展（页面存档备份，存于）